# Millettia
Millettia es un género de plantas con flores  perteneciente a la familia Fabaceae. Es originario de las regiones tropicales y subtropicales del mundo. Comprende 363 especies descritas y de estas, solo 202 aceptadas.

## Taxonomía
El género fue descrito por Wight & Arn. y publicado en Prodromus Florae Peninsulae Indiae Orientalis 1: 263–264. 1834.

## Especies aceptadas
A continuación se brinda un listado de las especies del género Millettia aceptadas hasta mayo de 2015, ordenadas alfabéticamente. Para cada una se indica el nombre binomial seguido del autor, abreviado según las convenciones y usos.	
| - Millettia aboensis (Hook.f.) Baker - Millettia achtenii De Wild. - Millettia acuticarinata Baker f. - Millettia acutiflora Gagnep. - Millettia ahernii Merr. & Rolfe - Millettia angustidentata De Wild. - Millettia angustistipellata De Wild. - Millettia aromatica Dunn - Millettia aurea (R.Vig.) Du Puy & Labat - Millettia austroyunnanensis Y.Y. Qian - Millettia barteri (Benth.) Dunn - Millettia bassacensis Gagnep. - Millettia bequaertii De Wild. - Millettia bibracteolata Pellegr. - Millettia bicolor Dunn - Millettia bipindensis Harms - Millettia bonatiana Pamp. - Millettia boniana Gagnep. - Millettia borneensis Adema - Millettia brachycarpa Merr. - Millettia brandisiana Kurz - Millettia bussei Harms - Millettia buteoides Gagnep. - Millettia cabrae De Wild. - Millettia caerulea Baker - Millettia capuronii Du Puy & Labat - Millettia caudata (Benth.) Baker - Millettia chrysamaryssa Adema - Millettia chrysophylla Dunn - Millettia cochinchinensis Gagnep. - Millettia comosa (Micheli) Hauman - Millettia conraui Harms - Millettia coruscans Dunn - Millettia cubittii Dunn - Millettia decipiens Prain - Millettia dielsiana Harms - Millettia dinklagei Harms - Millettia diptera Gagnep. - Millettia discolor De Wild. - Millettia dorwardi Collett & Hemsl. - Millettia drastica Baker - Millettia dubia De Wild. - Millettia duchesnei De Wild. - Millettia dura Dunn - Millettia eberhardtii Gagnep. - Millettia eetveldeana (Micheli) Hauman - Millettia elongatistyla J.B.Gillett - Millettia elskensii De Wild. - Millettia entadoides Z.Wei - Millettia eriocarpa Dunn - Millettia erythrocalyx Gagnep. - Millettia eurybotrya Drake - Millettia exauriculata Hauman - Millettia extensa (Benth.) Baker - Millettia fallax Craib - Millettia ferruginea (Hochst.) Baker - Millettia foliolosa Gagnep. - Millettia fordii Dunn - Millettia fruticosa (DC.) Baker - Millettia fulgens Dunn - Millettia gagnepainiana Dunn - Millettia galliflagrans Whitmore - Millettia glabra Adema - Millettia glaucescens Kurz - Millettia goossensii (Hauman) Polhill - Millettia gossweileri Baker f. - Millettia gracilis Baker - Millettia grandis (E.Mey.) Skeels - Millettia griffithii Dunn - Millettia griffoniana Baill. - Millettia harmandii Gagnep. - Millettia harmsiana De Wild. - Millettia hedraeantha Harms - Millettia hemsleyana Prain - Millettia hitsika Du Puy & Labat - Millettia hockii De Wild. - Millettia hylobia Hauman - Millettia hypolampra Harms - Millettia ichthyochtona Drake - Millettia impressa Harms - Millettia irvinei Hutch. & Dalziel - Millettia japonica (Siebold & Zucc.) A.Gray - Millettia kangensis Craib - Millettia kityana Craib - Millettia klainei Dunn - Millettia lacus-alberti J.B.Gillett - Millettia lane-poolei Dunn - Millettia lantsangensis Z.Wei - Millettia laotica Gagnep. - Millettia lasiantha Dunn - Millettia lastoursvillensis Pellegr. - Millettia latifolia Dunn - Millettia laurentii De Wild. - Millettia le-testui Pellegr. - Millettia lebrunii Hauman - Millettia lecomtei Dunn - Millettia lenneoides Vatke - Millettia leonensis Hepper - Millettia leptobotrya Dunn | - Millettia leucantha Kurz - Millettia limbutuensis De Wild. - Millettia longipes Perkins - Millettia lucens (Scott-Elliot) Dunn - Millettia lucida Gagnep. - Millettia macrophylla Benth. - Millettia macrostachya Collett & Hemsl. - Millettia macroura Harms - Millettia makondensis Harms - Millettia mannii Baker - Millettia mavangensis Pellegr. - Millettia mavoundiensis Pellegr. - Millettia merrillii Perkins - Millettia micans Taub. - Millettia mildbraedii Harms - Millettia mossambicensis J.B.Gillett - Millettia nana Gagnep. - Millettia nathaliae Du Puy & Labat - Millettia nepalensis R.Parker - Millettia nigrescens Gagnep. - Millettia nitida Benth. - Millettia nudiflora Baker - Millettia nutans Sousa - Millettia nyangensis Pellegr. - Millettia oblata Dunn - Millettia occidentalis Ducke - Millettia oraria Dunn - Millettia orientalis Du Puy & Labat - Millettia oyemensis Pellegr. - Millettia pachycarpa Benth. - Millettia pachyloba Drake - Millettia pallens Stapf - Millettia paucijuga Harms - Millettia peguensis Ali - Millettia penduliformis Gagnep. - Millettia penicillata Gagnep. - Millettia pierrei Gagnep. - Millettia pilosa Hutch. & Dalziel - Millettia piscidia (Roxb.) Wight - Millettia platyphylla Dunn - Millettia podocarpa Dunn - Millettia principis Gagnep. - Millettia pseudoracemosa Thoth. & S.Ravik. - Millettia psilopetala Harms - Millettia pterocarpa Dunn - Millettia pubinervis Kurz - Millettia puerarioides Prain - Millettia puguensis J.B.Gillett - Millettia pulchra Kurz - Millettia rhodantha Baill. - Millettia richardiana (Baill.) Du Puy & Labat - Millettia rigens (Craib) Niyomdham - Millettia rubiginosa Wight & Arn. - Millettia sacleuxii Dunn - Millettia sanagana Harms - Millettia sapindiifolia T.Chen - Millettia sapinii De Wild. - Millettia schliebenii Harms - Millettia semseii J.B.Gillett - Millettia sericantha Harms - Millettia sericea Benth. - Millettia setigera Dunn - Millettia solomonensis Verdc. - Millettia soyauxii Dunn - Millettia spleucantha Vatke - Millettia speciosa Champ. - Millettia spireana Gagnep. - Millettia splendens Wight & Arn. - Millettia stenopetala Hauman - Millettia stipellatissima Hauman - Millettia stipulata Dunn - Millettia stuhlmannii Taub. - Millettia subpalmata Dunn - Millettia takou Lorougnon - Millettia tanaensis J.B.Gillett - Millettia taolanaroensis Du Puy & Labat - Millettia tenuipes Merr. - Millettia tetraptera Kurz - Millettia theuszii (Buttner) De Wild. - Millettia thollonii Dunn - Millettia thonneri De Wild. - Millettia thonningii (Schum. & Thonn.) Baker - Millettia trifoliata Dunn - Millettia tsui F.P.Metcalf - Millettia unijuga Gagnep. - Millettia urophylloides De Wild. - Millettia usaramensis Taub. - Millettia utilis Dunn - Millettia vankerckhovenii De Wild. - Millettia velutina Dunn - Millettia velvetina Adema - Millettia venusta Craib - Millettia verruculosa Gagnep. - Millettia versicolor Baker - Millettia warneckei Harms - Millettia wellensii De Wild. - Millettia wrightiana Prain - Millettia xylocarpia Miq. - Millettia zechiana Harms |